# Heike Hahn
Heike Hahn (* 15. April 1965) ist eine deutsche Mathematikdidaktikerin und Hochschullehrerin.

## Leben
Von 1981 bis 1985 studierte sie am Institut für Lehrerbildung Eisenach, Erwerb des Lehramtes für die unteren Klassen, und von 1988 bis 1991 am Institut für Grundschulbildung an der Pädagogischen Hochschule Erfurt/Mühlhausen; Qualifikation zum Diplom-Pädagogen mit der Hauptfachrichtung Methodik des Mathematikunterrichtes. Nach der Promotion 2003 zum Dr. phil. im Fachbereich Erziehungswissenschaften der Universität Bremen und der Habilitation 2011 an der Universität Erfurt (Lehrbefugnis für das Fachgebiet Mathematikdidaktik) ist sie dort Außerplanmäßige Professorin und Leiterin des Fachgebiets für Mathematikdidaktik.

## Schriften (Auswahl)
- Zur Wirkung von Fortbildung im Prozess der Schulentwicklung. Evaluation des Projektes „Fortbildungsbudget für die Einzelschule“ am Thüringer Institut für Lehrerfortbildung, Lehrplanentwicklung und Medien Bad Berka. Baltmannsweiler 2003, ISBN 3-89676-749-6.
- mit Barbara Berthold (Hg.): Altersmischung als Lernressource. Impulse aus Fachdidaktik und Grundschulpädagogik. Baltmannsweiler 2010, ISBN 978-3-8340-0660-8.
- (Hg.): Anregungen für den Mathematikunterricht unter der Perspektive von Tradition, Moderne und Lehrerprofessionalität. Festschrift für Regina Dorothea Möller. Hildesheim 2014, ISBN 978-3-88120-831-4.
- mit Ilona Esslinger-Hinz und Argyro Panagiotopoulou (Hg.): Paradigmen und Paradigmenwechsel in der Grundschulpädagogik. Entwicklungslinien und Forschungsbefunde. Baltmannsweiler 2016, ISBN 3-8340-1678-0.